# Malanda
Malanda – miasto w Australii, w stanie Queensland.